# Abdul Malik al-Huthi
Abdul-Malik Badruldeen al-Huthi (arabiska: عبد الملك بدر الدين الحوثي, Abd al-Malik Badr al-Dīn al-Ḥūthī) även kallad Abi Jibril, född 22 maj 1979 i Sada i dåvarande Nordjemen, är en jemenitisk politisk och religiös ledare och en av centralgestalterna i det jemenitiska inbördeskriget. Han är zaidismens högsta andliga ledare i Jemen, och leder sedan 2004 den zaidistiska paramilitära gruppen huthirebellerna. De motsätter sig det ökade inflytande som salafistisk islam har fått i Jemen, vilket de menar gjort att zaidister förtryckts. Al-Huthi har sanktionerats av FN:s säkerhetsråd och EU då huthirebellerna med militära medel tagit kontroll över stora delar av Jemen och försökt avsätta den internationellt erkända regeringen, vilket destabiliserat landet och orsakat inbördeskrig.